# Xã Waldo, Quận Richland, Bắc Dakota
Xã Waldo (tiếng Anh: Waldo Township) là một xã thuộc quận Richland, tiểu bang Bắc Dakota, Hoa Kỳ. Năm 2010, dân số của xã này là 103 người.